# Hans Meinhard von Schönberg
Hans Meinhard von Schönberg (Bacharach, 28 agosto 1582 – Heidelberg, 3 agosto 1616) è stato un politico e militare tedesco.
Fu hofmeister di Federico V del Palatinato.

## Biografia
Hans Meinhard von Schönberg nacque a Bacharach il 28 agosto 1582. Suo padre, il conte Meinhard von Schönberg auf Wesel (26 aprile 1530 – 22 aprile 1596) fu Feldmaresciallo di Giovanni Casimiro del Palatinato-Simmern e Amtmann di Bacharach. Sua madre era Dorothea Riedesel von Bellersheim (m. 1610).
La sua prima apparizione nella vita pubblica avvenne nel 1609 quando Federico IV del Palatinato lo inviò come ambasciatore presso l'imperatore Rodolfo II del Sacro Romano Impero, proprio mentre parte della nobiltà tedesca che aveva deciso di aderire al protestantesimo stava acquisendo sempre maggior peso a corte. 
Schönberg si distinse in questa missione e pertanto Federico IV gli affidò un'altra importante missione presso la Repubblica Olandese col compito di persuadere gli Stati Generali dei Paesi Bassi ad intervenire nella guerra di successione del ducato di Jülich. Egli quindi prese parte alla discussione con l'ambasciatore francese Jacques Bongars a Düsseldorf.
Nel 1610, Schönberg venne nominato comandante di un reggimento di truppe olandesi e fu prescelto per ricoprire la carica di governatore di Düsseldorf. Con l'accendersi delle ostilità nella Guerra di successione di Jülich, prese parte all'assedio di Jülich per riprendere la fortezza locale alle forze imperiali di Rodolfo II. Quando alla fine il forte cadde, Schönberg saccheggiò l'intera area coi suoi uomini.
Il 22 febbraio 1611, Schönberg entrò al servizio di Giovanni Sigismondo di Brandeburgo, il quale gli concesse il comando supremo di tutti i suoi corpi d'artiglieria in Renania, con quartier generale a Wesel. Nuovamente fu diplomatico a Le Hague per l'Unione Protestante.
Sul finire del 1611, fece ritorno nel Palatinato per sovrintendere alla costruzione della fortezza di Mannheim. Il 1º novembre 1611 venne nominato hofmeister di Federico V del Palatinato. Continuò quindi il suo lavoro diplomatico per l'Unione Protestante viaggiando a Le Hague ed a Bruxelles. Nel 1612 si recò in Inghilterra per organizzare il matrimonio tra Elisabetta Stuart, figlia di Giacomo I d'Inghilterra, e l'elettore Federico V. 
Durante questo viaggio, Schönberg incontrò Anna Sutton-Dudley, figlia di Edward Sutton, V barone Dudley. I due si sposarono in seguito a Londra il 22 marzo 1615. Anna diede alla luce un figlio, Frederick, futuro I duca di Schomberg, ad Heidelberg, nel dicembre del 1615. Anna morì poco dopo la nascita del figlio. Schönberg si pose quindi al servizio del duca Federico Ulrico di Brunswick-Lüneburg.
Morì ad Heidelberg il 3 agosto 1616.